# Chantrea
Chantrea är ett distrikt i Kambodja.   Det ligger i provinsen Svay Rieng, i den sydöstra delen av landet, 150 km sydost om huvudstaden Phnom Penh.